# Leonhard Kaupisch
Leonhard Kaupisch (1 de setembro de 1878 — 26 de setembro de 1945) foi um General der Flieger e, a partir de 1940, General der Artillerie, com um serviço militar que se estendeu por quase 5 décadas. Ficou conhecido pelo seu desempenho como comandante militar na Dinamarca.

## Primeira Guerra Mundial e período entre guerras
Kaupisch entrou no exército em 1898; de 1907 a 1909 frequentou a academia de guerra em Lichterfelde. A partir de 1911, serviu no Estado-Maior Alemão em Berlim . Durante a Primeira Guerra Mundial, Kaupisch serviu no Estado-Maior Geral e subiu gradualmente na hierarquia e em 1917 foi promovido a Major. Ele também recebeu a Cruz de Ferro de 2ª Classe e a Cruz de Cavaleiro da Ordem de Hohenzollern no mesmo período.
Após a Primeira Guerra Mundial, Kaupisch mudou-se para o novo Reichswehr e foi designado para o Gruppenkommando 2 em Kassel. Em 1923 ele assumiu o comando de um regimento de artilharia. De lá, ele se mudou para a escola de artilharia em Jüterbog. Ele continuou sua carreira na artilharia até que ele partiu em 1932 de seu posto com o nível de Generalleutnant.
Em 1 de abril de 1934, ele ingressou na Luftwaffe, onde em dezembro de 1935 foi nomeado General der Flieger. No final de março de 1938, ele partiu da Luftwaffe, mas no início de 1939 ele se juntou novamente ao exército.

## Segunda Guerra Mundial
Em meados de setembro de 1939, Kaupisch foi governador militar de Danzig-Prússia Ocidental. No final de 1939, sua equipe foi adotada pelo Höheres Kommando zbV XXXI . Foi como chefe deste comando que em 9 de abril de 1940 liderou a Operação Weserübung Süd, forçando a ocupação da Dinamarca . O OPROP! Folhetos com um apelo à abstenção de resistência que os aviões alemães largaram durante a manhã foram assinados por Kaupisch.
Até 1 de junho de 1940, ele foi o Comandante Supremo das tropas alemãs na Dinamarca. Ele então continuou na reserva do exército como general de artilharia até sua aposentadoria em 10 de abril de 1942.

## Pós-guerra
Antecipando a derrota iminente da Alemanha, Kaupisch e sua família deixaram sua casa em Westend, Berlim, e se estabeleceram em Bad Berka, uma cidade termal situada a aproximadamente 10 km ao sul de Weimar. Em maio de 1945, a cidade foi capturada pelo Exército dos EUA. Naquele verão, ele também foi entrevistado por um jornalista dinamarquês que observou que o general aposentado havia se adaptado ao estilo de vida dos tempos de paz. Quando a região de Weimar se tornou parte da zona de ocupação soviética, Kaupisch foi preso e levado para um campo de internamento em Weimar. Kaupisch morreu lá em 26 de setembro de 1945.